# Cellular Immunology
Cellular Immunology is een internationaal, aan collegiale toetsing onderworpen wetenschappelijk tijdschrift op het gebied van de celbiologie en de immunologie. De naam wordt in literatuurverwijzingen meestal afgekort tot Cell. Immunol. Het wordt uitgegeven door Academic Press en verschijnt maandelijks.